# Bohemia Interactive Studio
Bohemia Interactive är ett tjeckiskt datorspelsföretag som bildades 1999.

## Titlar och expansionspaket
- Operation Flashpoint: Cold War Crisis - Juni 2001, omdöpt till ARMA: Cold War Assault i juni 2011 (Microsoft Windows)
- Operation Flashpoint: Gold Edition - November 2001 (Microsoft Windows)
- Operation Flashpoint: Resistance - Juni 2002 (Microsoft Windows)
- Operation Flashpoint: GOTY Edition - November 2002 (Microsoft Windows)
- Operation Flashpoint: Elite - Oktober 2005 (Xbox)

- ARMA: Armed Assault (worldwide) / ARMA: Combat Operations (US) - November 2006 (Tjeckien/Tyskland)/ Februari 2007 (Europa)/ Maj 2007 (USA) (Microsoft Windows)
- ARMA: Queen's Gambit (Microsoft Windows) - September 2007 (EU)

- ARMA 2 - Juni 2009 (Microsoft Windows)
- ARMA 2: Operation Arrowhead - Juni 2010 (Microsoft Windows)[4]
- ARMA 2: British Armed Forces - Augusti 2010 (Microsoft Windows)
- ARMA 2: Private Military Company - November 2010 (Microsoft Windows)
- ARMA 2: Firing Range - Juli 2011 (Android & iOS)
- Take On Helicopters - Oktober 2011 (Microsoft Windows)
- Take On Helicopters: Hinds - 15 mars 2012 (Microsoft Windows)
- ARMA 3 - 5 mars 2013 (Microsoft Windows)
- Take On Mars - 1 augusti 2013 (Microsoft Windows)[5]
- DayZ - Alphaversionen släpptes den 16 december via Steam. Dock så finns inget releasedatum för det färdiga spelet. (Microsoft Windows) (Xbox one & Playstation 4 TBA)

### Fotnoter
1. ↑  läs online, or.justice.cz .[källa från Wikidata]
2. ↑  årsrapport, läs online.[källa från Wikidata]
3. ↑  ”http://www.bistudio.com/company/about”. http://www.bistudio.com/company/about. Läst 4 januari 2015.
4. ↑  http://forums.bistudio.com/showthread.php?t=84824
5. ↑  ”Take On Mars now available on Steam Early Access”. http://forums.bistudio.com/showthread.php?160416-Take-On-Mars-now-available-on-Steam-Early-Access&p=2454902#post2454902. Läst 26 december 2015.